# رومان هاربر
رومان هاربر (بالإنجليزية: Roman Harper)‏ (و. 1982  م) هو لاعب كرة قدم أمريكية، من الولايات المتحدة، ولد في براتفيل، ألاباما، يلعب كمُؤمن ‏.

## التعليم
تعلم في Prattville High School ‏.

## روابط خارجية
- رومان هاربر على موقع إي إس بي إن.كوم (أن.أف.أل)3
- رومان هاربر على موقع مرجع كرة القدم المحترفة.كوم (الإنجليزية)